# Botulinumtoxin

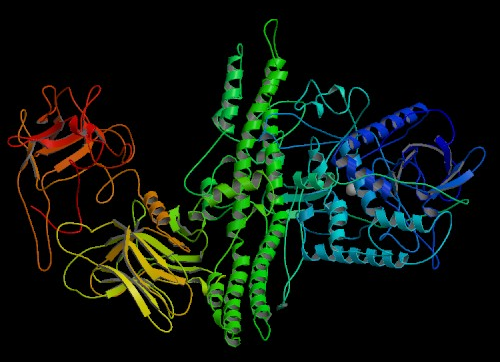
Botulinumtoxin

A botulinumtoxin (gyakran: botulotoxin, röviden: botox vagy BTX) a Clostridium botulinum anaerob baktérium és rokon fajai által termelt exotoxin. A baktérium nagyon veszélyes is lehet, mivel megakadályozza az acetilkolin neurotranszmitter exocitózisát a végbunkónál. Ez a baktériumi fertőzés botulizmust is okozhat, amely ugyan ritka, de potenciálisan halálos betegség.
Hét típust különböztetünk meg a botulinumtoxinból: A–G típusokat:
- Az A és a B típus képes betegségek kialakítására az emberi szervezetben, de szintén a kereskedelmi és orvosi szférában is alkalmazzák.
- A C–G típusúak ritkábbak, szinte alig fordulnak elő
- Az E és F típusok okozhatnak betegségeket emberi szervezetekben.
- A többi (C, D, G) típus állat szervezetekben okozhatnak betegségeket.

Az A és a B típusokat használják a gyógyszerekben a különböző izomgörcsök, illetve a túl aktív izomműködés okozta betegségek kezelésére.
A legmérgezőbb ismert vegyület, bizonyos esetekben viszont hatásos gyógyszerként alkalmazható, toxikus adagja nagyon alacsony. Tehát nagyon kis mennyiségben is erősen mérgező.

## Toxicitása
Ez a toxin a ma ismert egyik leghatásosabb méreganyag, csupán 30 pikogramm testsúlykilogrammonként már halált okoz.

### Ételmérgezés
Ételmérgezés esetén az idegrendszerben az ingerület-átvitelt zavarja meg, és így súlyos zavarokat, a mozgatórendszerben görcsöket okoz, amely a légzőizmok bénulása miatt gyorsan halálhoz vezethet.
A botulizmust – a toxin által okozott állapot – leggyakrabban nem megfelelően tartósított élelmiszerek okozzák, amelyek anaerob módon, tehát levegőtől elzárva tartandók. Ilyenek például a hús- és gyümölcskonzervek.

## Gyógyszer
A neurológiában a botulinumtoxin egy engedélyezett gyógyszer.

### Egészségügyi/kozmetikai felhasználása
Különböző (leggyakrabban veleszületett) spasztikus izomelváltozások miatti mozgászavarokban használták legelőször a botoxot az izmokba juttatva, és igen nagy dózisban.
Jóval később kezdődött az esztétikai sebészeti célú felhasználása. Amióta elterjedt, hogy pl. Madonna és igen sok más sztár is használja e szert, igen sok érdekes hír jelent meg róla, és idővel többek közt ennek is köszönhetően igen megnövekedett a botox esztétikai célú felhasználása. Manapság majd 100 milliós nagyságrendű beavatkozást végezhetnek az egész világot tekintve.
A kozmetikában az arc ránctalanításához használják, főként az arc legfelső harmadában, amelyet biztonságosnak és hatásosnak tartanak az orvosok. A botulinumtoxin fecskendezése az arc izmaiba sima arcbőrt eredményez. Az arc ránctalanná válása a beavatkozás után nagyjából 3 nappal kezd el látszani. A kezelt izmok fokozatosan visszanyerik a funkciójukat, és visszatérnek az előző állapotukba kb. 3-4 hónappal a kezelés után. Az izmokat folyamatosan kezelni kell, hogy a kívánt állapot fennmaradjon.
Az arc különböző, speciális helyein botoxszal blokkolhatjuk a ráncképződésért felelős izmokat, ezáltal elérhetjük, hogy a ráncképződés megszűnjön. (A toxin az idegvégződésben blokkolja az ingerületátvitelt (szinapszist) az izmokra, de csak időlegesen.) Első lépésben a páciens azt érzékeli, hogy a kezelést követően kb. 1 hét elteltével nem tudja ráncolni bőrét a kezelt területen. Idővel a mély, ráncosodott, „berepedt” bőr is kisimul, ha a kezelést kb. 3-4 hónapos rendszerességgel elvégzik. A botox hatása ugyanis csak időleges, ennyi idő elteltével regenerálódik az ingerület átvitel. Egyáltalán nem mindegy ugyanakkor, hogy melyik izmot és milyen mértékben blokkolnak. Színészeknél ez kimondottan fontos lehet, nem szabad béna jellegű „lárvaarcot” létrehozni. Helyes botoxkezelés után megmarad a mimika, csak a ráncképződésért felelős izmok kezelendők.
A botoxkezelés hatását lehet fokozni kiegészítő kezelésekkel, ezért például manapság gyakran hialuronsavas (poliszacharid) ráncfeltöltéssel, IPL-kezeléssel vagy gyémántfejes arccsiszolással és további eljárásokkal kombinálják.

### BOTOX VISTABEL, Dysport, Azzalure
Sokáig az ír Allergan cég által forgalmazott BOTOX 100 (Allergan) monopóliumként uralta a botoxpiacot, ezért manapság is „botox”-kezelés kifejezést használnak, akkor is, ha más nevű készítményt alkalmaznak az orvosok. Mára ugyanis már több más botulinumtoxin-készítmény is van forgalomban, például a Dysport, Vistabel, Azzalure nevű termékek.
A botoxkezeléshez kellő szakértelem feltétlenül szükséges. Amennyiben ugyanis olyan személy adja be a toxint, akinek nincs ehhez megfelelő gyakorlata, akkor az olyan izmot, izomcsoportot, és más élettani funkciót is blokkolhat, ami igen káros hatással lehet. Például a páciens nem tudja kinyitni a szemét, vagy torzulnak az arcvonásai. Mindez nem függ az alkalmazásra kerülő hatóanyag típusától. Éppen ezért csak megfelelően képzett plasztikai sebész szakorvosnak ajánlott e kezelést végezni.
Fontos a kezelést végző plasztikai sebésznek is külön fejlesztenie szaktudását, annak érdekében, hogy megfelelő ismeretekkel rendelkezzen például az arc anatómiai szerkezetéről, azon kezelési pontokról, ahol eredményesen lehet kezelni az arc mimikai izmait. Egyáltalán nem mindegy, milyen korú pácienst az arc melyik részén, milyen mélységben, milyen adagokkal és természetesen milyen panaszok okán kezelik.
A világon több mint 30 éve végeznek botoxos ránctalanítást, még régebben egyéb helyreállító jellegű botoxkezeléseket (izomspazmusok esetében).
A legismertebbek ezek közül az esztétikai panaszok kezelése, de manapság megfordult a trend, és már nagyobb számban végeznek egyéb gondok betegségeknél botox kezelést, mint például a migrén, kóros izzadás. 
Természetesen nem minden esztétikai panaszra adhat megoldást a botox kezelés, bármennyire is népszerű. A kezelő orvosnak ismernie kell tehát az egyéb esztétikai plasztikai sebészeti kezelési lehetőségeket is a megfelelő tanács megadásához, és adott esetben inkább más kezelést kell javasolnia, ha az hasznosabb.
Kezdetben főleg a „haragos” és a „szarkaláb” ráncok kezelésére alkalmazták a botoxot az arcon; manapság megfelelően megválasztottan és kellően indokoltan az arc igen sok részén lehet előnyösen változtatni a mimikán.
Korábban sok páciens bevallottan azért is kérte a botox kezelést, mert utána megszűntek vagy jelentősen csökkentek a migrénes panaszai. E pozitív mellékhatást ismerte el hivatalosan is az FDA, amikor engedélyezte az USA-ban kimondottan a migrén elleni indikációval is.
Ugyancsak régóta divatos az izzadás elleni botoxos kezelés is. A botoxszal képesek vagyunk blokkolni az izzadságmirigyek működését is.
Új, igen divatos kezelések is bevezetésre kerültek. Ilyen a botoxos mellfelvarrás (breastox), melynek lényege, hogy a pectorális minor (kis mellizom) blokkolásával megfelelő testtartást lehet kialakítani, mely által megemelkednek, feszessé válnak a mellek. Népszerű az arcvékonyítás és mimika formálásai (Caterine Zeta Jones-mosoly, fogínykivillanás gátlása, arcpirulás gátlása, szomorú ajakszél emelése mosolygóssá).

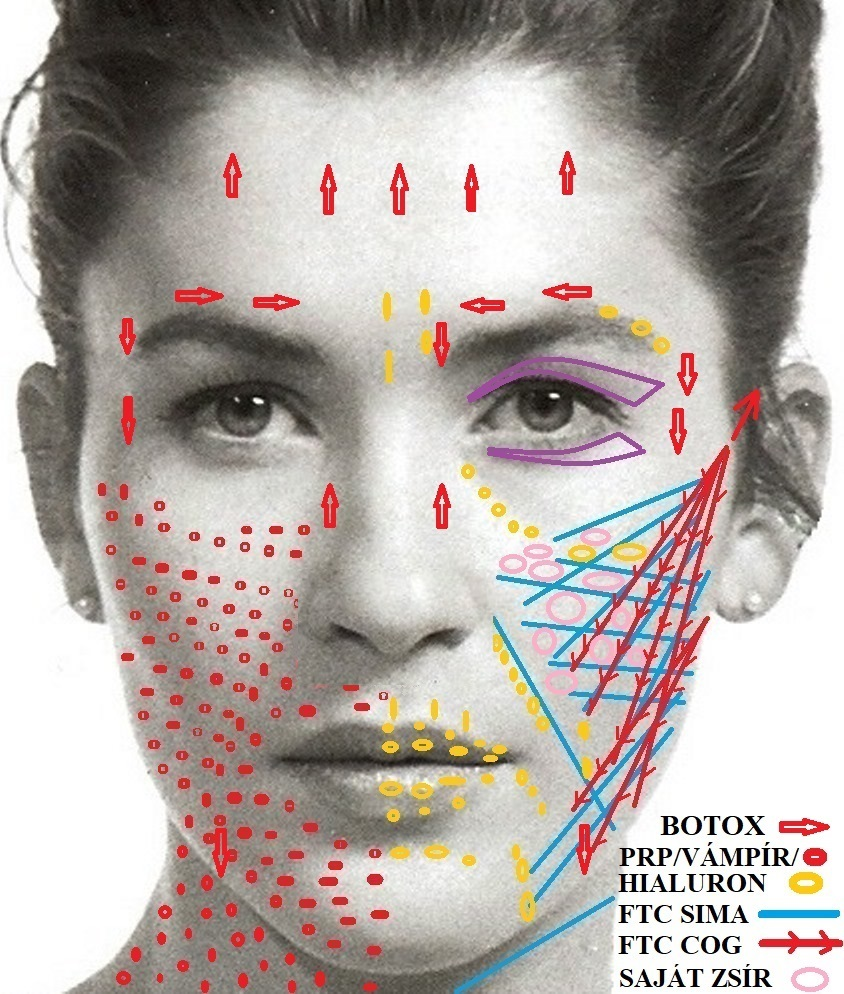
Botox kezelések, kiegészítve mininvaziv kezelésekkel

A botoxkezelés igen nagy előnye, hogy igen sok esetben jóval későbbre lehet általa kitolni a nagyobb plasztikai sebészeti beavatkozások szükségességét, főleg, ha más miniinvazív plasztikai sebészeti kezelésekkel is kombinálják.
A beavatkozás rövid idejű és kevésbé megterhelő (lunch therapy néven is emlegetik az USA-ban, mivel akár ebédidőben is elvégezhető, és utána lehet folytatni a munkát), ezért várhatóan növekedni fog a botoxkezelések száma.
A botox időközben sok egyéb egészségügyi kezelésnél is használatossá vált, mint például a TIC (akaratlan izomrángások), Blepharospasmus (akaratlan szemzárás) teniszkönyök, piriformis-szindróma és egyéb hasonló krónikus gyulladások, vaginizmus, nyugtalan nemi szerv szindróma, krónikus kismedencei fájdalom, vizelet-inkontinencia, depresszió, szívpitvar-fibrilláció, trigeminus neuralgia (arcidegzsába), depresszió, TMJ (éjszakai fogcsikorgatás miatt kialakuló tünetegyüttes), Raynaud-szindróma, különböző féloldali arcbénulások, aszimmetria stb. Összességében több mint 800 féle botoxkezelés ismeretes manapság a világon, melyek többsége már igen fontos gyógyító kezelés, és a terület önálló fejezetet képvisel a gyógyításban.
Magyarországon elsőként dr. Ivanics György sebészorvos mutatta be a botoxkezelést a Plasztikai Helyreállító és Esztétikai Sebészeti Társaság (MPHEST) 2000-es kongresszusán a saját magán elvégzett és videóra felvett kezeléssel. https://www.google.com/search?q=botox+magamnak&rlz=1C1CAFA_enHU764HU764&oq=&sourceid=chrome&ie=UTF-8
A botoxkezelés kezd külön orvosi szakággá fejlődni, melyet botoxspecialista orvosok végeznek Magyarországon is, ahol off-label engedéllyel végezhető, a hivatalos engedélyen fel nem tüntetett indikációval rendelkező, fent említett botoxkezelések, melyek száma manapság meghaladja az esztétikai indikációjú beavatkozásokat. 

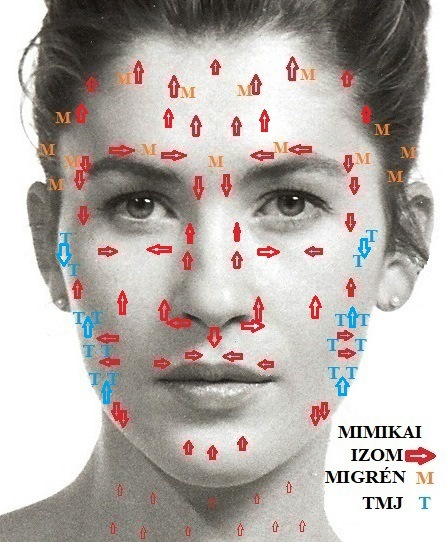
Arcon végzett leggyakoribb botox kezelések tipikus helyei

A parlament dr. Ivanics György törvénymódosító javaslatára megszavazta (2020. évi LVIII. tv. 340.§) az off label szabályok egyszerűsítését, mely a Covid vírus elleni védekezést is elősegítette az ott alkalmazható gyógyszerek off-label alkalmazhatóságával. 
Ez alapján az OGYÉI 2021 11 30-án honlapján megjelentette"A botulinumtoxin-hatóanyagtartalmú készítmények felhasználási területének bővítése" című rendelkezését.
Ez által a plasztikai sebészek, a civilizált világban máshol is elérhető botoxkezeléseket külön engedélyeztetési prodedúra nélkül elvégezhetik. (Ezek közül előbbiekben több fel is lett sorolva, ezért csak az időközben megvalósult újabb lényeges kezeléseket érdemes még megemlíteni.) 
Így az arc mimikáját formáló speciális kezeléseket (lip flip: ajakvastagítás, ajakráncok kezelése, orrcsúcsemelés, orrszárnykeskenyítés, arckeskenyítés, rágóizom-vékonyítással), nyak, dekoltázs ránckezelése. Sérülések, műtétek korrekciója, kóros izzadás arcon és a végtagokon is. A testen és a végtagokon előforduló egyéb panaszoknál is segíteni lehet: lábszár keskenyítés, teniszkönyök és hasonló krónikus ízületi és izompanaszok, a vaginizmus, vagy a nyugtalan nemi szerv szindróma esetén is. 
A felsorolások csak ízelítőt adnak a sokféle és egyre bővülő számú lehetséges indikáció közül, melyek most már külön bürokrácia és várakozás nélkül elvégezhetőekké váltak az említett törvénymódosítás által.

## Fegyver
A biológiai eredetű toxinok a biológiai fegyverek közt az egyik legveszélyesebb anyag. Az USA járványügyi hatósága, a Centers for Disease Control and Prevention a 6 legveszélyesebb ("A kategória") bioterrorizmus hatóanyag közé sorolja.